# Južni Bobo Madaré jezik
Južni Bobo Madaré jezik (ISO 639-3: bwq), nigersko-kongoanski jezik uže porodice mande, kojim govori 312 000 ljudi (2000) u provincijama Houet i Kossi, Burkina Faso. zajedno s jezikom konabéré [bbo] čini podskupinu bobo. 
Služneni vladin naziv za ovu etničku grupu je Bobo Madaré. Pismo: latinica; dijalekti: benge, sogokiré, voré, syabéré (sya), zara (bobo dioula, bobo jula). Prestižni dijalekt u regiji Bobo Dioulasso je syabéré, koji se koristi i u literaturi.

## Vanjske poveznice
- Ethnologue (14th)
- Ethnologue (15th)